# Hercegovačka nogometna zona 1967./68.
Hercegovačka nogometna zona  je bila liga trećeg stupnja nogometnog prvenstva Jugoslavije u sezoni 1967./66. 
 Sudjelovalo je 11 klubova, a prvak je bio "GOŠK" iz Dubrovnika. 

## Ljestvica
| mj. | klub              | ut. | pob. | ner. | por. | gol+ | gol- | bod |
| --- | ----------------- | --- | ---- | ---- | ---- | ---- | ---- | --- |
| 1.  | GOŠK Dubrovnik    | 20  | 15   | 5    | 0    | 57   | 21   | 35  |
| 2.  | Borac Čapljina    | 20  | 14   | 1    | 5    | 54   | 22   | 29  |
| 3.  | Iskra Stolac      | 20  | 12   | 0    | 8    | 44   | 38   | 24  |
| 4.  | Hercegovac Bileća | 20  | 10   | 3    | 7    | 31   | 26   | 23  |
| 5.  | Lokomotiva Mostar | 20  | 9    | 3    | 8    | 51   | 34   | 21  |
| 6.  | Budućnost Duvno   | 20  | 8    | 3    | 9    | 35   | 34   | 19  |
| 7.  | Neretvanac Opuzen | 20  | 7    | 3    | 10   | 32   | 43   | 17  |
| 8.  | Igman Konjic      | 20  | 6    | 3    | 11   | 36   | 37   | 15  |
| 9.  | Sloga Ljubuški    | 20  | 7    | 0    | 13   | 29   | 71   | 14  |
| 10. | Mladost Lištica   | 20  | 6    | 1    | 13   | 20   | 47   | 13  |
| 11. | Poštar Mostar     | 20  | 4    | 1    | 15   | 42   | 49   | 9   |

- Duvno – tadašnji naziv za Tomislavgrad
- Lištica – tadašnji naziv za Široki Brijeg
- klubovi iz Hrvatske: "GOŠK" Dubrovnik, "Neretvanac"  Opuzen
- "Igman" iz Konjica se u prvom dijelu nazivao "Željezničar"

## Rezultatska križaljka
| kratica | klub              | BOR | BUD | GOŠK | HER | IGM | ISK | LOK | MLA | NER | POŠ | SLO |
| --- | ----------------- | --- | --- | ---- | --- | --- | --- | --- | --- | --- | --- | --- |
| BOR | Borac Čapljina    |     |     | 1:2  |     |     |     |     |     |     |     |     |
| BUD | Budućnost Duvno   |     |     | 2:2  |     |     |     |     |     |     |     |     |
| GOŠK | GOŠK Dubrovnik    | 2:0 | 2:1 |      | 1:1 | 5:1 | 5:3 | 5:1 | 3:0 | 2:2 | 3:0 | 6:1 |
| HER | Hercegovac Bileća |     |     | 2:2  |     |     |     |     |     |     |     |     |
| IGM | Igman Konjic      |     |     | 1:3  |     |     |     |     |     |     |     |     |
| ISK | Iskra Stolac      |     |     | 1:2  |     |     |     |     |     |     |     |     |
| LOK | Lokomotiva Mostar |     |     | 0:1  |     |     |     |     |     |     |     |     |
| MLA | Mladost Lištica   |     |     | 0:2  |     |     |     |     |     |     |     |     |
| NER | Neretvanac Opuzen |     |     | 2:2  |     |     |     |     |     |     |     |     |
| POŠ | Poštar Mostar     |     |     | 0:3  |     |     |     |     |     |     |     |     |
| SLO | Sloga Ljubuški    |     |     | 1:3  |     |     |     |     |     |     |     |     |
| |                   |     |     |      |     |     |     |     |     |     |     |     |
| podebljan rezultat - utakmice od 1. do 11. kola (1. utakmica između klubova) rezultat normalne debljine - utakmice od 12. do 22. kola (2. utakmica između klubova) rezultat nakošen - nije vidljiv redoslijed odigravanja međusobnih utakmica iz dostupnih izvora rezultat nakošen i smanjen * - iz dostupnih izvora nije uočljiv domaćin susreta prekrižen rezultat - poništena ili brisana utakmica p - utakmica prekinuta 3:0 p.f. / 0:3 p.f. - rezultat 3:0 bez borbe n.i. - nije igrano |                   |     |     |      |     |     |     |     |     |     |     |     |

 Izvori: 